# Бевз Ганна Пилипівна
Ганна Пилипівна Бевз (нар. 10 серпня 1929, село Вишнівчик, тепер Чемеровецького району Хмельницької області — ?) — українська радянська діячка, новатор виробництва, слюсар Вишнівчицького цукрового заводу Хмельницької області. Депутат Верховної Ради УРСР 5—6-го скликань.

## Біографія
Народилася у родині селянина-бідняка. Навчалася у школі. Батько загинув на фронтах німецько-радянської війни.
З 1944 року працювала прибиральницею парокотельного цеху, а потім — слюсарем із ремонту парових котлів Вишнівчицького цукрового заводу Чемеровецького району Кам'янець-Подільської (Хмельницької) області. Обиралася членом заводського комітету і членом жіночої ради Вишнівчицького цукрового заводу.

## Нагороди
- медаль «За доблесну працю у Великій Вітчизняній війні 1941—1945 років»
- медалі